# Curtis Berry
Curtis Berry (Selma, 16 giugno 1959) è un ex cestista e allenatore di pallacanestro statunitense, professionista in Italia.

## Carriera
Venne selezionato dai Kansas City Kings al terzo giro del Draft NBA 1981 (58ª scelta assoluta).

## Palmarès

### Giocatore

#### Squadra
- Campionato francese: 1

CSP Limoges: 1984-85
- Campionato svizzero: 1

Monthey: 1995-96

#### Individuale
- CBA All-Defensive First Team (1983)